# Italia en los Juegos Olímpicos de Sapporo 1972
Italia estuvo representada en los Juegos Olímpicos de Sapporo 1972 por un total de 44 deportistas que compitieron en 9 deportes.  
El portador de la bandera en la ceremonia de apertura fue el deportista de bobsleigh Luciano De Paolis.

## Medallistas
El equipo olímpico italiano obtuvo las siguientes medallas:
| Nombre                                                                | Deporte      | Competición       |
| --------------------------------------------------------------------- | ------------ | ----------------- |
| Oro                                                                   |              |                   |
| Gustav Thöni                                                          | Esquí alpino | Eslalon gigante M |
| Paul Hildgartner Walter Plaikner                                      | Luge         | Doble M           |
| Plata                                                                 |              |                   |
| Nevio De Zordo Adriano Frassinelli Corrado Dal Fabbro Gianni Bonichon | Bobsleigh    | Cuádruple M       |
| Gustav Thöni                                                          | Esquí alpino | Eslalon M         |
| Bronce                                                                |              |                   |
| Roland Thöni                                                          | Esquí alpino | Eslalon M         |